# Vioolconcert (Balada)
Leonardo Balada voltooide zijn Vioolconcert in 1982.
Balada baseerde zijn vioolconcert op volkswijsjes uit Catalonië, maar zoals gebruikelijk verpakte hij ze in hedendaagse muziek. De volkswijsjes zijn daardoor (als ze dat al niet waren) onherkenbaar getransformeerd. Het werk kent wel de traditionele opbouw van drie delen, kortweg I, II en III. Ze worden achter elkaar doorgespeeld. Daarbij is ook de tempoverdeling klassiek: snel-langzaam-snel.
De eerste uitvoering vond plaats in Carnegie Hall te New York door het orkest van de Carnegie Mellon University, alwaar Balada docent is. Solist op 21 november 1982 was Fritz Siegal, dirigent Werner Torkanowsky
Balada schreef zijn vioolconcert voor:
- 2 dwarsfluiten (II ook piccolo), 2 hobo’s, 2 klarinetten (II ook basklarinet), 2 fagotten
- 2 hoorns, 2 trompetten, 1 trombone, 1 bastrombone
- 1 man/vrouw percussie, piano
- violen, altviolen, celli, contrabassen